# Briesen (Spreewald)
Briesen, niedersorbisch Brjazyna, ist eine Gemeinde im Landkreis Spree-Neiße im Südosten von Brandenburg. Sie wird vom Amt Burg (Spreewald) in der Niederlausitz verwaltet.

## Geografie
Die Gemeinde liegt im angestammten Siedlungsgebiet der Sorben/Wenden. Öffentliche Gebäude und Einrichtungen, Straßen, Wege, Plätze und Brücken werden daher in der Regel zweisprachig beschriftet. Briesen liegt etwa 10 km nordwestlich von Cottbus. Die Nordgrenze der Gemarkung bildet das Große Fließ.

## Gemeindegliederung
Briesen verfügt über keine Ortsteile, bewohnten Gemeindeteile oder Wohnplätze.

## Geschichte
Briesen wurde im Jahr 1346 als Breßzine erstmals urkundlich erwähnt. Der slawische Ortsname bedeutet so viel wie „Birkenort“. Die wendische Siedlung ist aber schon einige Jahrhunderte älter. Im 15. Jahrhundert wird der Ort im Kanzleiregister des Markgrafen Friedrich II. von Brandenburg als Bryßen bezeichnet.
Da es in der Niederlausitz fünf Orte dieses Namens gibt und für die Frühzeit nur wenig Quellen vorliegen, lässt sich die Besitzfolge des häufig die Eigentümer wechselnden Gutes im 15. Jahrhundert nur lückenhaft rekonstruieren. 1486 belehnte Markgraf Johann Cicero Johann von Mühlen (Jan von Mylen/Mielen) mit dem Dorf nebst allen Gütern, Zinsen und Renten, wie er sie von Hans und Caspar von Sachs gekauft hatte. Houwald vermutet hinter „Sachse“ einen Beinamen für das Geschlecht von Luckowin, das in der Herrschaft Beeskow-Storkow ansässig war. Nach dem Lehnbrief von 1519 erhielt v. Mühlen auch das Dorf Brahmow und Besitzanteile in Werben, Guhrow, Kunersdorf und Ruben, die alle in der Umgebung von Briesen liegen. Die Familie verkaufte das Gut zwischen 1550 und 1576 an Hieronymus von Minckwitz, der 1576 damit belehnt wurde. Von 1586 bis 1591 erscheinen die von Birckholtz als Gutsherren. 1591 erwarb Otto von Hake auf Berge, Rat und Hauptmann zu Cottbus, Briesen. Auf dem Treppenturm des Briesener Schlosses ließ er eine Wetterfahne mit Hake’schem Wappen und der Jahreszahl 1599 anbringen. 1617 kaufte sein Bruder Weigand wieder Brahmow hinzu, das in der Familie von Mühlen vererbt worden war. Es blieb bis 1781 mit Briesen vereinigt. 1644 erwarb der mit der Anna Margaretha von Hake, Tochter des Weigand von Hake verheiratete General und Gouverneur der Festung Peitz Hans Caspar von Klitzing die beiden Güter. Nachdem sein Enkel Carl Philipp kinderlos verstorben war (Epitaphien der Familie Klitzing befinden sich bis heute in der Briesener Kirche), kaufte 1719 Wilhelmine Christiane Gräfin von Schönburg-Glauchau Briesen und Brahmow, veräußerte es jedoch bereits 1735.
Der Erwerber, Freiherr Franziskus Matthäus von Vernezobre de Laurieux, stammte aus einer Hugenottenfamilie und war 1721 in den preußischen Adels- und Freiherrnstand erhoben worden. Er hatte sich als Kaufmann im Seidenhandel ein beträchtliches Vermögen erwirtschaftet, das er in Gütern auf dem Barnim (1721 Hohenfinow und Tornow, 1731 Sommerfelde), in der Uckermark (1731 Polßen) und in der Niederlausitz (1733 Krieschow und Milkersdorf) anlegte. Daneben errichtete er auf Geheiß Friedrich Wilhelms I. ein Stadtpalais in der Berliner Friedrichstadt, das spätere Prinz-Albrecht-Palais in der Wilhelmstraße, weil er nur auf diese Weise eine vom König befohlene Heirat seiner Tochter mit dem Kapitän von Forcade abwenden konnte. Vernezobre ließ den Treppenturm aus der Renaissance entfernen, verdoppelte das alte Schloss durch einen Anbau und versah es mit einer einheitlichen Fassade und einem Mansardwalmdach im Stil des sächsischen Barock. Nach seinem Tod 1748 erbte sein Sohn Friedrich Wilhelm von Vernezobre, Landrat des Kreises Cottbus, die Niederlausitzer Güter Krieschow, Milkersdorf, Briesen und Brahmow. Infolge des Siebenjährigen Krieges, von Fehlinvestitionen und einer Viehseuche auf seinen Gütern war Vernezobre so verschuldet, dass seine Gläubiger das Landratsgehalt mit Arrest belegen und seine Güter unter Zwangsverwaltung stellen ließen. Kurz vor seinem Tod 1781 wurde der Konkurs eröffnet. Vernezobre musste 1766 Briesen an Carl Gustav von Roebel und 1779 Krieschow an Johann Alexander von Normann veräußern; 1781 wurden Brahmow und Milkersdorf im Konkurs seinen beiden Töchtern Johanna Christiana Louisa und Friderica Wilhelmina Augusta, verheiratete von Normann, zugeschlagen.

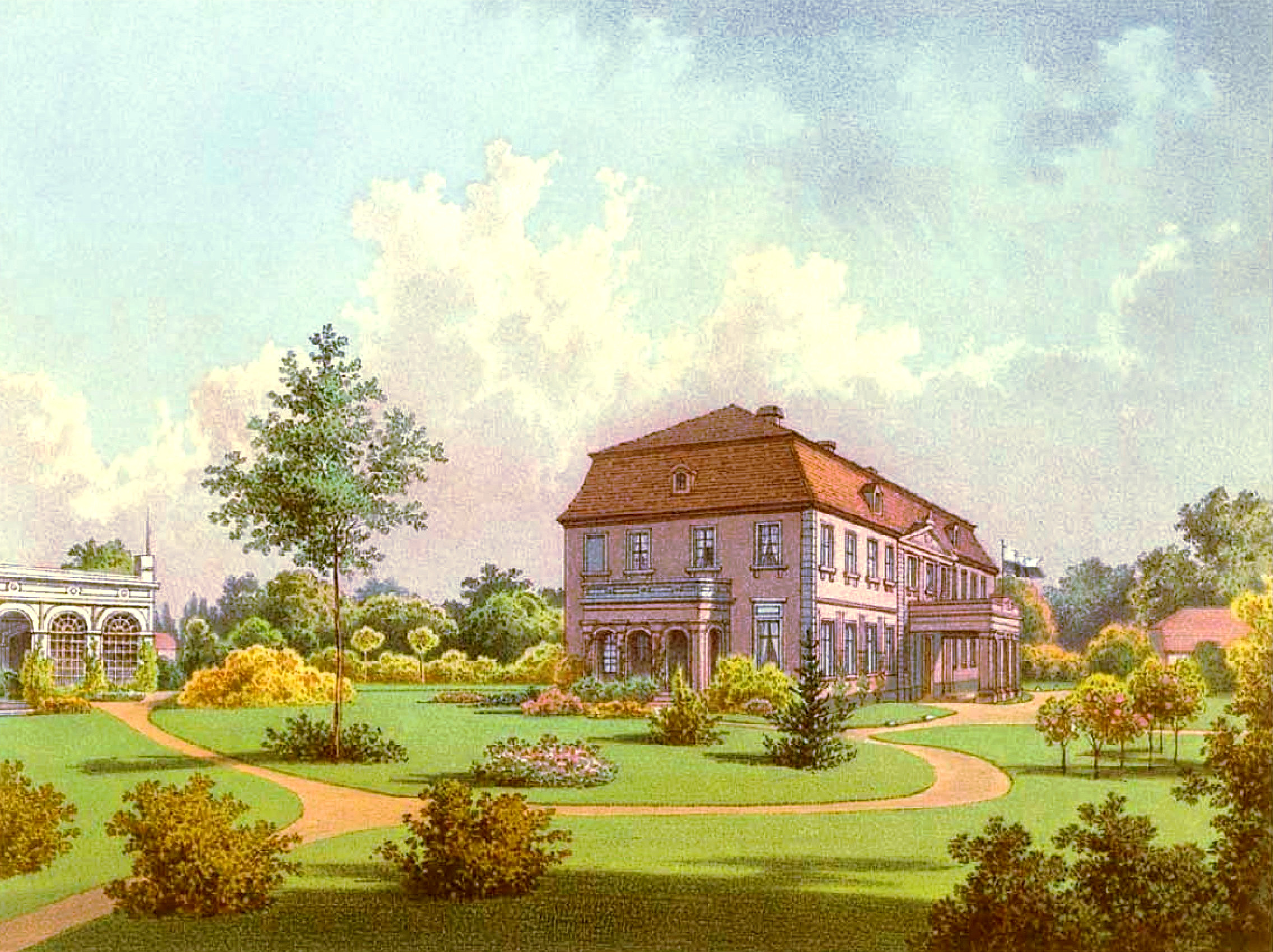
Schloss Briesen im Spreewald (1946 abgerissen), Alexander Duncker

Im Jahr 1783 erwarb Ludwig (seit 1810 Freiherr) von Wackerbarth das Gut Briesen und 1797 von dem Dichter Heinrich von Kleist das benachbarte Gut Guhrow. Da er keine Söhne hatte, nahm er 1810 den Neffen seiner Frau Helene, geb. von Bomsdorff, Adolf Leberecht von Bomsdorff auf Linderode, Kreis Sorau, an Kindes statt an, dem 1811 der sächsische Freiherrenstand als von Wackerbarth genannt von Bomsdorff verliehen wurde. Guhrow wurde den Bauern in Erbpacht gegeben und nach der Separation 1848 aus der Liste der Rittergüter gestrichen. 1885 vernichtete eine Feuersbrunst 35 Häuser in Briesen, die Grundstücke wurden gleichmäßig neu aufgeteilt. Anfang der 1920er Jahre hatte das Rittergut Briesen einen Gesamtumfang von etwa 510 ha. Letzte Gutsherren auf Briesen waren Oskar von Wackerbarth und dann seine jüngerer Sohn Detlev, liiert mit Vera von Zülow-Knorrendorf. Detlev Freiherr von Wackenbarth gen. von Bomsdorff (1901–1986) lebte bis zum Schluss mit seiner Familie in München.

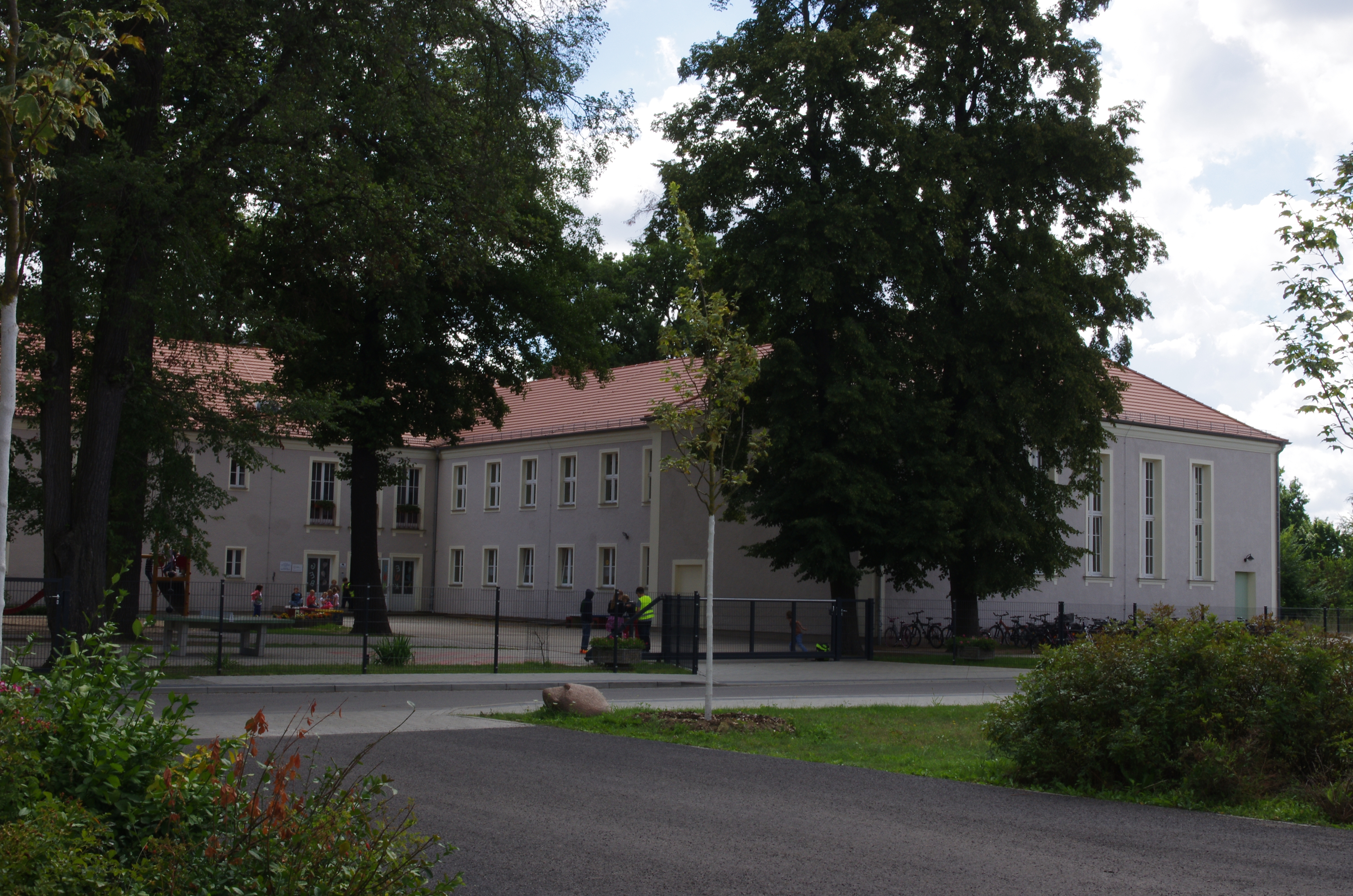
Grundschule am ehemaligen Standort des Gutshauses

Das Gut mit einem Umfang von 510 ha blieb bis 1945 im Besitz der Freiherren von Wackerbarth. Das von Vernezobre errichtete Barockschloss, das im Inneren zur Hälfte aus dem spätmittelalterlichen Vorgängerbau bestand, wurde auf Geheiß des damaligen Bürgermeisters 1946 bis auf das Gesindehaus abgerissen und zum Teil gesprengt, wozu alle dort untergekommenen Flüchtlinge den im Krieg unzerstörten Bau verlassen mussten. Sie wurden in Holzbaracken, die unter den Nationalsozialisten als Arbeitslager dienten, umquartiert. Die Familie von Wackerbarth wurde enteignet und ausgewiesen. Der einst unter Beratung Pücklers angelegte kleine, mit Orangerie, Teichen und Grotte jedoch wohlgestaltete Schlosspark wurde mit einer Schule überbaut.
Briesen gehörte seit 1816 zum Kreis Cottbus in der preußischen Provinz Brandenburg und ab 1952 zum Kreis Cottbus-Land im DDR-Bezirk Cottbus. Seit 1993 liegt die Gemeinde im brandenburgischen Landkreis Spree-Neiße.

## Bevölkerungsentwicklung
| Jahr | Einwohner |
| ---- | --------- |
| 1875 | 487       |
| 1890 | 533       |
| 1910 | 531       |
| 1925 | 488       |
| 1933 | 499       |
| 1939 | 531       |

| Jahr | Einwohner |
| ---- | --------- |
| 1946 | 820       |
| 1950 | 775       |
| 1964 | 667       |
| 1971 | 633       |
| 1981 | 591       |
| 1985 | 561       |

| Jahr | Einwohner |
| ---- | --------- |
| 1990 | 533       |
| 1995 | 602       |
| 2000 | 871       |
| 2005 | 833       |
| 2010 | 811       |
| 2015 | 767       |

| Jahr | Einwohner |
| ---- | --------- |
| 2020 | 776       |
| 2021 | 784       |
| 2022 | 787       |
| 2023 | 784       |
| 2024 | 776       |

Gebietsstand des jeweiligen Jahres, Einwohnerzahl: Stand 31. Dezember (ab 1991), von 2011 bis 2021 auf Basis des Zensus 2011, ab 2022 auf Basis des Zensus 2022

## Politik

### Gemeindevertretung
Die Gemeindevertretung von Briesen besteht aus neun Mitgliedern und der ehrenamtlichen Bürgermeisterin als Vorsitzender. Die Kommunalwahl am 9. Juni 2024 führte bei einer Wahlbeteiligung von 78,1 % zu folgendem Ergebnis:
| Partei / Wählergruppe                     | Stimmenanteil | Sitze |
| ----------------------------------------- | ------------- | ----- |
| Sportgemeinschaft Frischauf Briesen       | 49,5 %        | 4     |
| Freiwillige Feuerwehr Briesen             | 26,3 %        | 3     |
| Domowina Ortsgruppe Briesen               | 14,9 %        | 1     |
| Wählergemeinschaft für Kinder und Familie | 09,3 %        | 1     |

### Bürgermeister
- 1998–2014: Klaus Heinrich (Wählergruppe Domowina)[12]
- seit 2014: Eva-Brigitta Schötzig (Wählergruppe Freiwillige Feuerwehr Briesen)[13]

Schötzig wurde in der Bürgermeisterwahl am 9. Juni 2024 ohne Gegenkandidaten mit 73,0 % der gültigen Stimmen für eine weitere Amtszeit von fünf Jahren gewählt.

## Sehenswürdigkeiten

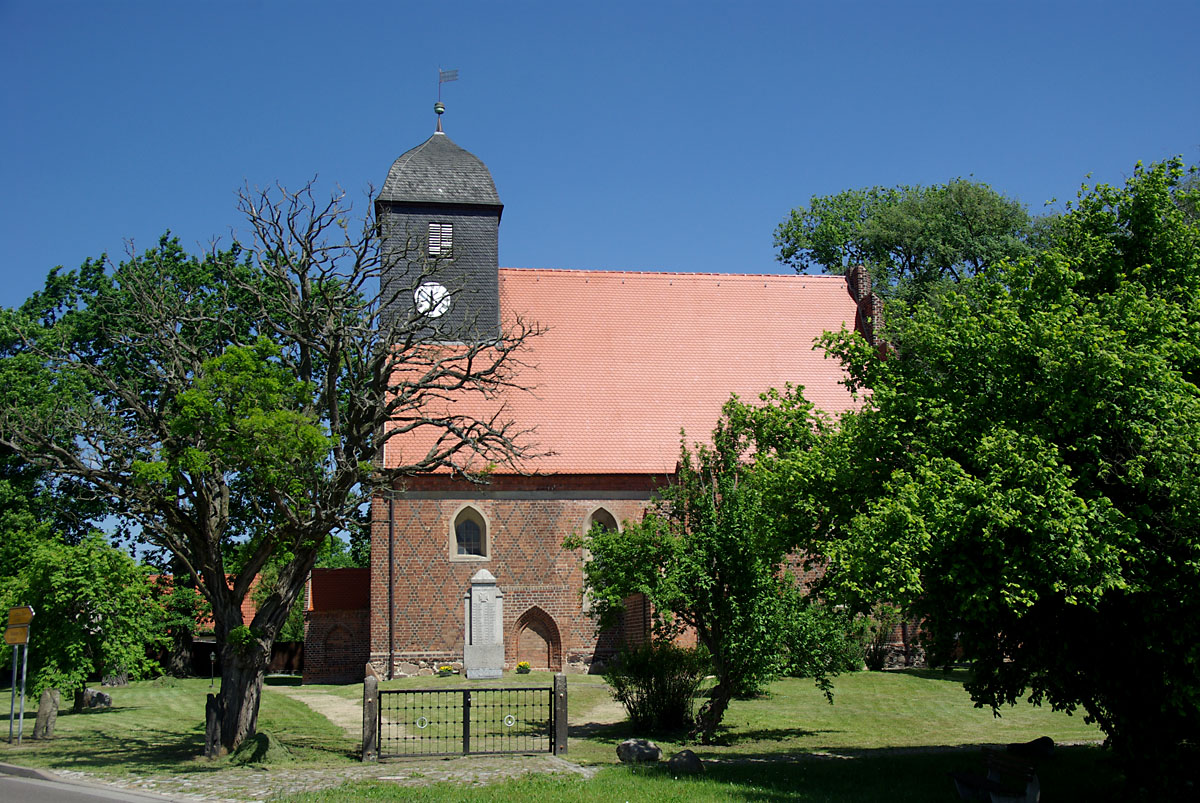
Briesener Kirche

Die Briesener Kirche, gegen Ende des 15. Jahrhunderts errichtet, enthält bedeutende spätmittelalterliche Wandmalereien, die erst vor einigen Jahrzehnten wiederentdeckt und freigelegt wurden. Ferner befinden sich in der Kirche mehrere barocke Prunkepitaphien der Familie von Klitzing, unter anderem des Generalmajors Hans Caspar von Klitzing.
In der Liste der Baudenkmale in Briesen (Spreewald) und in der Liste der Bodendenkmale in Briesen (Spreewald) stehen die in der Denkmalliste des Landes Brandenburg eingetragenen Denkmäler.

## Wirtschaft und Infrastruktur

### Verkehr
Briesen liegt an der Landesstraße L 50 zwischen Kolkwitz und Peitz. 1 km südlich des Ortes verläuft die L 51 zwischen Burg (Spreewald) und Cottbus.

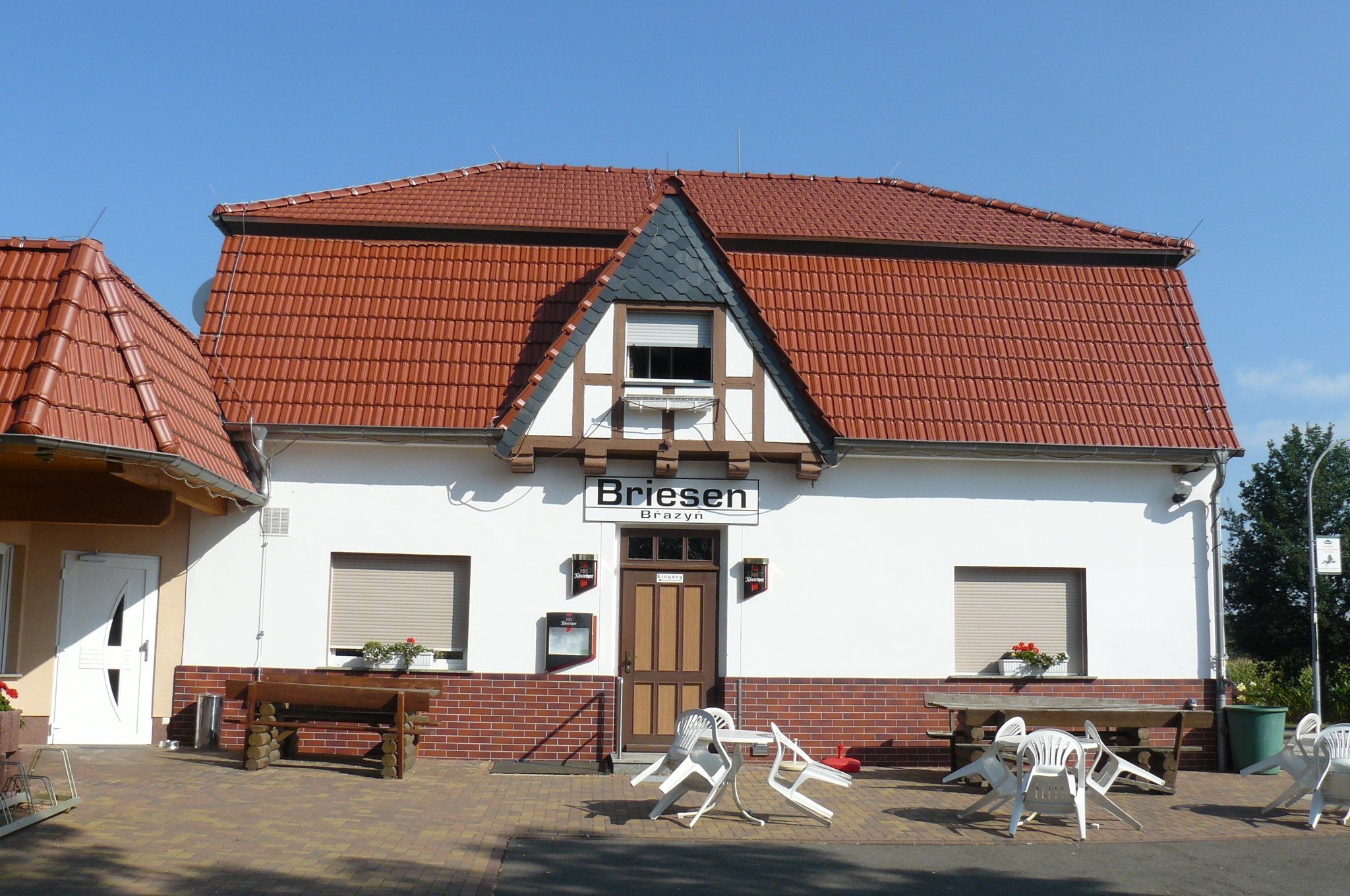
Bahnhof der Spreewaldbahn

Der Bahnhof Briesen (b Cottbus) lag an der Schmalspurbahn Lübben–Straupitz–Cottbus, die 1970 stillgelegt wurde.

### Bildung
Im Ort gibt es eine einzügige Grundschule, die nach dem niedersorbischen/wendischen Dichter Mato Kosyk benannt ist und im Ganztagsschulbetrieb läuft.

## Persönlichkeiten
- Johann Ludwig Will (vor 1736–1771), Pfarrer in Briesen
- Otto von Wackerbarth (1823–1904), Rittergutsbesitzer in Briesen, Reichstagsabgeordneter (Deutschkonservative Partei)
- Oskar von Wackerbarth (1862–1937), Rittergutsbesitzer in Briesen

## Sonstiges
Bei Briesen endete am 31. Juli 1901 die Rekordfahrt von Arthur Berson und Reinhard Süring im mit Wasserstoff gefüllten Freiballon Preussen. Der Ballon hatte zuvor eine Höhe von etwa 10.800 m erreicht.